# Solva truncativena
Solva truncativena är en tvåvingeart som först beskrevs av Günther Enderlein 1913.  Solva truncativena ingår i släktet Solva och familjen lövträdsflugor. Inga underarter finns listade i Catalogue of Life.